# Лисець (селище)
Лисець — селище (з 1940 р.) Івано-Франківського району Івано-Франківської області. Центр Лисецької селищної громади.

## Історія

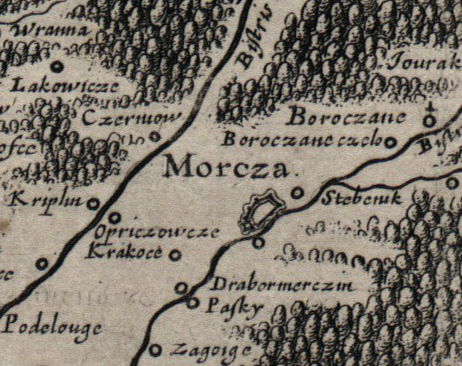
Гійом Боплан працюючи над картою для польського короля в 1645—1650 роках, мандрував по Русі і коли відвідував Галицькі землі, то місцевість, яка тепер відома як Лисець, він записав в себе на карті як Morcza.

Уперше про існування містечка Мочар — а саме такою була первісна назва смт Лисець — згадується в письмових джерелах 1628 року. Назва походить від терміна «мочар», що означає мокру, заболочену низовину.
За свідченнями польського історика Олександра Чоловського, село Мочар належало польському шляхтичу Олександру Конецпольському, за якого воно й стало містечком. Це сталося ще до 1628 року, оскільки в документах того часу вже йдеться про містечко, а не про село. І, мабуть, помилявся колишній мешканець Павелчого (тепер — Павлівки), багаторічний директор філії «Просвіта» в Станиславові Іван Ставичний, коли, спираючись на записи Владислава Лозінського, стверджував, що «в Кракові 20 червня 1591 року король Зигмунт III віддає Лисець (тепер містечко), Пациків (тепер — Підлісся) і Павелче, села в подільських областях, Бартоломію Брутусу та його спадкоємцям…». Підставою для сумніву є те, що лише 1652 року, як доводить науковець Петро Сіреджук, містечко Мочар змінило свою назву на Лисець, запозичену від сусіднього села. Тому у наведеному вище уривку йдеться, найімовірніше, про село Старий Лисець, а не про містечко. Саме містечко, безперечно, виникло задовго до першої письмової згадки, оскільки, як зазначають дослідники, перше фіксування назви населеного пункту часто відстає від часу його заснування на 100—200 років або й більше.
Науковці вважають, що назва Лисець походить або від особового імені Лисек, або від лісу Лисець — місця, де водилося багато лисів, і який розташовувався неподалік.
У народному переказі топонім «Лисець» пов'язують із давньою місцевою назвою двох горбів на території Старого Лисця. У сиву давнину вони, на відміну від навколишньої місцевості, були безлісими, тобто «лисими», тому їх і називали «Лисці». Існує також версія, що колись на березі Бистриці-Солотвинської оселився лисий дід із родиною, тому місцевість отримала назву Старий Лисець. За іншою версією, влітку трава на найближчих горбах вигорає, і місцеві жителі називають їх лисими.
У народному переказі топонім Лисець виводиться від давньої місцевої назви двох горбів, які знаходяться на території Старого Лисця. У сиву давнину вони, на відміну від оточуючої місцевої території, були безлісні, «лисі», і їх називали «Лисці». Назву ж Старого Лисця теж пояснюють по-різному. Кажуть, що колись давно на березі Бистриці-Солотвинської поселився старий лисий дід із своєю родиною. Тому ця територія одержала назву Старий Лисець. Інше твердження назви села походить від двох найближчих горбів. Улітку на них вигорає трава, і місцеві жителі їх називають лисими.
У січні 1792 р. Катажина Коссаковська з Потоцьких продала Антонію Протазію Потоцькому маєток у Лисці.
Після окупації Західноукраїнської Народної Республіки поляками в 1919 році в містечку був осередок ґміни Лисець та постерунку поліції.
Після радянської анексії західноукраїнських земель з 17 січня 1940 р. до 31 грудня 1962 р. Лисець був районним центром.

### Діяльність УПА
25 листопада 1944 р. сотня УПА «Змії» (командир Павло Вацик «Прут») взяла штурмом райцентр і знищили окупаційні установи.
До середини 1950-х рр. вели збройну боротьбу.

## Населення

### Мова
| Мова            | Кількість | Відсоток |
| --------------- | --------- | -------- |
| українська      | 2728      | 99.23 %  |
| російська       | 18        | 0.65 %   |
| білоруська      | 1         | 0.04 %   |
| угорська        | 1         | 0.04 %   |
| інші/не вказали | 1         | 0.04 %   |
| Усього          | 2749      | 100 %    |

## Релігія

### Чудотворна ікона («образ») Пресвятої Богородиці з Лисця
Ще півсторіччя тому у Лисці вирувало активне життя. Населення містечка було багатонаціональним, різних конфесій. Поруч з українцями дружно жили поляки, вірмени (оселилися тут на початку XVII століття). Тоді вірмени вибудували в Лисці свій дерев'яний храм, 1883 року разом із місцевими римо-католиками перебудували його на кам'яний. Унікальність нового лисецького храму полягала в тому, що в ньому одночасно проводили богослужіння парафіяни латинської і вірменської релігійних християнських конфесій, священиком переважно був етнічний вірменин, тому що міг справляти літургію за латинським і східним вірменським обрядом вірменською мовою. Найпримітнішою та найвизначнішою пам'яткою храму був Чудодійний образ Пресвятої Богородиці з Лисцю, написаний, за словами вірменського львівського архиєпископа Якуба Стефана Августиновича (1751—1783 рр.), капеланом Колумбом у XVI столітті зі стародавньої ікони Божої матері Вірменської, що тривалий час зберігалася у вірменському катедральному соборі Кам'янця-Подільського. Ця ікона у ХІІІ столітті була привезена з Константинополя або з Вірменії, в 30-ті роки XX століття, коли було знищено собор ікона зникла. За переказами, Чудотворна ікона Пресвятої Богородиці з Лисця була дуже шанована представниками усіх християнських конфесій, яких можна було часто зустріти біля чудодійної ікони. За свідченнями очевидців, вірменська ікона багатьом допомогла позбутися хвороб. Опис чудодійної Лисецької ікони з'явився давно, про неї ще у середині XIX століття згадував історик-краєзнавець Садок Баронч. Після примусового виселення (депортації) польської, вірменської і частково української частки населення та закриття галицьких храмів почалося нищення й викрадення церковного майна. 1945 року о. Йозеф Могеровський (останній повоєнний канонік, помер 1950 р. у польському місті Гливице) зняв з іконостаса в лисецькому храмі Чудотворний образ Пресвятої Богородиці, який мав золоту корону, сріблу сукню і разом із частиною депортованих парафіян вивіз до Польщі. Цей чудотворний образ є зараз у вірменській церкві св. Трійці польського міста Гливіце. 1946 р. у храмі сталася велика пожежа, у якому живцем згоріли люди. Тоді ж було спалено церковний іконостас. Після цього тут було влаштовано рентген-кабінет, а в 1961 році в костелі зробили кінотеатр. Лише за часи Незалежності України храм повернули парафіянам. Про Чудотворну ікону з Лисця ще відомо, що 3 вересня 1989 року у Гливіце відбувся обряд коронації чудотворного образа освяченого Папою Римським Іваном Павлом ІІ.

### Храми
Фундатором римо-католицького костелу був дідич Станиславова шляхтич Анджей Потоцький.

## Відомі люди

### Народилися
- Амвросій Андрохович — український педагог, історик, доктор філософії (1909), дійсний член НТШ (1923).
- Федір Пилипів — український футболіст, гравець у футзал, майстер спорту міжнародного класу. Один з тих, хто провів найбільше ігор, та найрезультативніших гравців збірної України з футзалу.
- Самуель Кирило Стефанович — католицький архієпископ львівський вірменського обряду.

### Пов'язані з Лисцем
- Антін Андрохович — український церковний та громадський діяч, настоятель греко-католицької парафії в Лисці в 1878—1899 рр.
- Михайло Припхан (с. Пасічна, 3 вересня 1891 — 1947) — педагог, січовий стрілець, четар УГА, похований в селищі.
- Михайло Яцків — український письменник, діяч «Молодої музи», закінчив у селищі початкову школу.

### Дідичі
- Катажина Коссаковська з Потоцьких.
- Антоній Протазій Потоцький — київський воєвода.

## Місто-побратим
- Савин, Україна[4]